# Ручей (Иркутская область)
Руче́й (бывш. Новоильи́нка, Перфи́льево) — посёлок в Усть-Кутском районе Иркутской области России. Население — 1272 чел. (2012). Число хозяйств — 564.
Расположен на левом берегу реки Куты (приток Лены), в 615 км от Иркутска и в 60 км от Усть-Кута.

## Физико-географические характеристики

### Географическое положение
Ручей расположен на севере Иркутской области в западной части Усть-Кутского района на левом берегу реки Куты.
Расстояние от Ручья до центра Усть-Кута по автомобильной и железной дорогам — 60 км, по воздуху — 45 км.
Ближайшие города — Усть-Кут (60 км на восток), Железногорск-Илимский (65 км на запад).

### Часовой пояс
Ручей располагается в Иркутском часовом поясе: IRKT = UTC+8. Летнее время: IRKST = UTC+9. Разница во времени с Москвой — 5 часов: MSK +5.

### Климат
Климат посёлка резко континентальный. Средняя темпаратура января −25 °С, июля +17 °С. Минимальная температура −58 °С, максимальная (в тени) +42 °С.
Годовое количество осадков 350 мм. В зимний период — в виде снега. В межсезонье (весной и осенью, а также в начале и конце лета) нередок град.
Территория посёлка приравнена к районам Крайнего Севера.

### Рельеф и геологическое строение
Посёлок расположен на территории Лено-Ангарского плато, рельеф сильно расчленённый, абсолютные высоты местности достигают 700—800 м над уровнем моря. Наиболее известная поименованная вершина вблизи посёлка — Белая сопка.

### Почвенный покров
Почвы преимущественно дерново-карбонатные, дерново-подзолистые. Луговые и пойменные почвы средне- и легкосуглинистого механического состава.

## История
Датой основания деревни считается 1699 год, когда она впервые была упомянута в документах Илимска. Предположительно основана как ямская станция на тракте Илимск — Усть-Кут.
В 1723 году в деревне насчитывалось 2 двора.
В 1950 году через деревню прошла железная дорога (ветка Тайшет — Усть-Кут).
В 1956 году основан Каймоновский леспромхоз, начавший заготовку и вывозку древесины, село получило статус посёлка и обрело современное название Ручей.

## Название
Первоначальное название деревни — Разбойникова, по имени основателя Васьки Разбойникова.
«Неблагозвучное» позже название было заменено и забыто. Деревню стали называть Ново-Ильинской либо Новоильинкой, но иногда употреблялось и другое название — Перфильево. Под этими именами населённый пункт просуществовал до середины XX века, когда с приобретением статуса посёлка получил название Ручей.

## Население
| 2002 | 2010  | 2011  | 2012  |
| ---- | ----- | ----- | ----- |
| 1401 | ↘1288 | ↘1284 | ↘1272 |

- в 2009 году родились 17 чел., умерли 22 чел. Естественная убыль — 5 чел.[5]
- в 2008 году родились 22 чел., умерли 14 чел. Естественный прирост — 8 человек[6].

Численность населения посёлка уменьшается как за счёт естественной убыли, так и за счёт отрицательного сальдо миграции.

## Экономика
- МП «Каймоновский ЛПХ» УКМО
- участок АУ «Каймоновский лесхоз»
- ООО «Символ»
- ООО «Престиж»
- ООО «Родник».

Основная деятельность — добыча и переработка древесины.

## Транспорт
Железнодорожная станция Ручей Восточно-Сибирской железной дороги. Электропоезда до городов Усть-Кута (на восток), Железногорска-Илимского, Братска (на запад).
Через посёлок проходит автодорога Р419 Тулун — Братск — Усть-Кут.
Внутрипоселкового автобусного сообщения нет. Через посёлок проходит автобусный маршрут Иркутск — Усть-Кут.
Авиационное сообщение — через аэропорт Усть-Кут, расположенный в 70 км (по автодороге). Речное сообщение — через порт Осетрово, расположенный в городе Усть-Куте.

## Связь
Система проводной телефонной связи. Переговорный пункт. Почтовое отделение.
Сотовая связь с 2008 года.

## Социальная сфера
В посёлке есть врачебная амбулатория, школа, детский сад, Дом культуры «Сибиряк», библиотека. При школе работает детский краеведческий отряд «Родник».
Запланировано строительство ещё одного детского сада в 2012—2013 годах.